# Mpho
MPHO es el nombre artístico de Mpho Skeef.
Mpho, cuyo nombre significa en sesotho "regalo", nació en Sudáfrica. Hija de Sipho Mabuse (con el apellido del percusionista zulú Eugene Skeef) y de una madre blanca proveniente de Sudáfrica, pasó su primer cumpleaños en la cárcel. A los 4 años se mudó a Reino Unido donde ha crecido.
En más de una década como cantante y compositora, ella se ha subido al escenario junto a Bugz in the Attic para interpretar su exitoso sencillo Booty La La. También ha cantado en la canción This Island Earth del grupo Coldcut.
MPHO ha firmado un contrato de larga duración con EMI Music/Parlophone para grabar al menos 5 discos.

## Discografía
- Pop Art (2009)

## Sencillos
- Box N Locks (2009)
- See Me Now (Feat. Wale) (2010)

## Otros sencillos
- I Got Soul con Young Soul Rebels (2009)

- Datos: Q522515